# Diorit
Diorit je siva do temno siva, včasih tudi črna ali modrikasto siva  srednja intruzivna magmatska kamnina (globočnina), ki je sestavljena predvsem iz srednjih plagioklazov (najpogosteje andezina),  biotita, rogovače in/ali piroksena. Vsebuje lahko tudi manjše količine kremena, mikroklina in olivina, med spremljajoče minerale pa spadajo cirkon, apatit, sfen, magnetit, ilmenit in sulfidi. Različki s pomanjkanjem rogovače in drugih temnih mineralov se imenujejo levkodioriti. Če sta v kamnini prisotna olivin in veliko z železom bogatega avgita, se razvršča med ferodiorite, ki so na prehodu proti gabru. Če je v kamnini več kot 5% kremena, spada med kremenove diorite, če je v njej več kot 20% kremena pa med tonalite. Če je v kamnini več kot 10% kalijevih glinencev (ortoklaza), spada med monzodiorite ali granodiorite. Diorit ima srednjezrnato, včasih tudi porfirsko teksturo. 
Dioriti so lahko pridruženi granitskim ali gabrskim globočninam, s katerimi so lahko tudi intimno spojeni. Nastajajo z delnim taljenjem mafičnih kamnin nad subdukcijsko cono, kar se običajno dogaja v vulkanskih lokih in konvergentnih robovih oceanskih in celinskih plošč, na primer v Andih, kjer se pojavljajo kot veliki batoliti. Predorninski ekvivalent diorita je andezit. 

## Nahajališča
Diorit je relativno redka kamnina. Najbolj znana nahajališča so v Veliki Britaniji (grofija Leicestershire), Italiji (Sondrio), Nemčiji (Saška), Finski, Romuniji, severovzhodni Turčiji, srednji Švedski (Småland), Novi Zelandiji (pogorje Darrans), otoku Guernsey (Kanalski otoki), ZDA (Minnesota) in Egiptu (Idahet).
Orbikularni različek dorita se po nahajališču na Korziki imenuje korzit ali napoleonit.
V Sloveniji se v osrednjem delu Pohorja nahaja granodiorit, ki je v terciarju prodrl na površje kot lakolit (čok) in je najstarejša metamorfna kamnina na našem ozemlju. Kamnino so včasih imenovali tonalit, vendar so ime spremenili, ker ni ustrezalo njegovi mineraloški sestavi.

## Zgodovinska raba
Diorit je izjemno trda kamnina, ki se zelo težko obdeluje, zato so ga v starih civilizacijah, na primer v Egiptu, uporabljali za obdelovanje granita. Velika trdota po drugi strani omogoča fino obdelavo in poliranje in veliko trajnost izdelka. 
Diorit se je sorazmerno pogosto uporabljal za izdelavo napisov, saj je relief mnogo laže izklesati kot trodimenzionalen kip. Najslavnejši napis je verjetno Hamurabijev zakonik, vklesan na 2,23 m visokem stebru iz črnega diorita, ki je sedaj razstavljen v Louvru. Diorit so v umetnosti najpogosteje uporabljale civilizacije na Srednjem Vzhodu, na primer v Starem Egiptu, Babiloniji, Asiriji in Sumeriji. V prvem velikem mezopotamskem cesarstvu Sargona Akadskega je bil tako cenjen, da je bila kraja diorita eden od razlogov za vojno.
Diorit so v umetnosti uporabljali tudi v kasnejših obdobjih, vendar je bil zaradi trajnosti mnogo bolj priljubljen v gradbeništvu. Uporabljali so ga Inki in Maji, predvsem za graditev zunanjih zidov trdnjav, izdelavo orožja itd. Posebno priljubljen je bil pri srednjeveških islamskih graditeljih. Kasneje se je pogosto uporabljal  za tlakovanje. Veliko z dioritom tlakovanih cest je še vedno v Angliji, Guernseyu (Kanalski otoki) in Škotski, pa tudi v Ekvadorju in na Kitajskem. Diorit ima sicer grobo teksturo, vendar se ga kljub temu lahko polira. Stopnice katedrale svetega Pavla v Londonu na primer so obiskovalci v nekaj stoletjih spolirali do visokega sijaja. 

## Vira
- R. Klemm, D. Klemm: Steine und Steinbrüche im Alten Ägypten. Springer, Berlin, Heidelberg, New York 1993, ISBN 3-540-54685-5
- Wimmenauer, W. (1985). Petrographie der magmatischen und metamorphen Gesteine. Ferdinand Enke Verlag. COBISS 601685. ISBN 3-432-94671-6.